# Toxocariasis
Toxocariasis (uitspraak toxocaRIasis) is een besmetting met een parasiet uit het genus Toxocara, zoals T. canis en T. cati. Dit zijn rondwormen die bij deze huisdieren (hond en kat) in de darm verblijven. 
De symptomen ontstaan niet doordat de mens een worminfectie in de darm oploopt maar omdat de larven die via de mond worden opgenomen, zich in de maagwand boren en daarna door het lichaam gaan zwerven. Dit geeft soms last van allergische klachten, soms algemeen (urticaria), soms meer specifiek in de longen. Kinderen tussen 2 en 7 jaar zijn het meest aangedaan.

## Symptomen
Bij lichte besmettingen treden meestal geen klachten op. Bij zware besmettingen kunnen galbulten, hoestklachten, astma-achtige aanvallen en zelfs en een longontstekingachtig beeld optreden. Een larve die in het oog terechtkomt, geeft daar soms klachten van slechter zien en kan bij onderzoek door een oogarts sterk lijken op een kwaadaardige oogtumor; tot men hierop bedacht raakte, is een aantal ogen zelfs achteraf onterecht verwijderd. De ziekte gaat na enige tijd vrijwel altijd vanzelf over, als er maar geen nieuwe besmettingen optreden.

## Diagnostiek
Bij verdenking is het mogelijk eventuele antistoffen tegen de parasiet op te sporen in het bloed van de patiënt. De diagnose wordt vaak, waarschijnlijk zelfs meestal gemist. Enkele procenten van de Nederlandse volwassenen in de stad heeft antistoffen en heeft dus ooit een besmetting doorgemaakt. In landelijke streken kan dit tussen 10 en 30 % liggen, in arme en warme landen soms boven de 80%.

## Besmetting

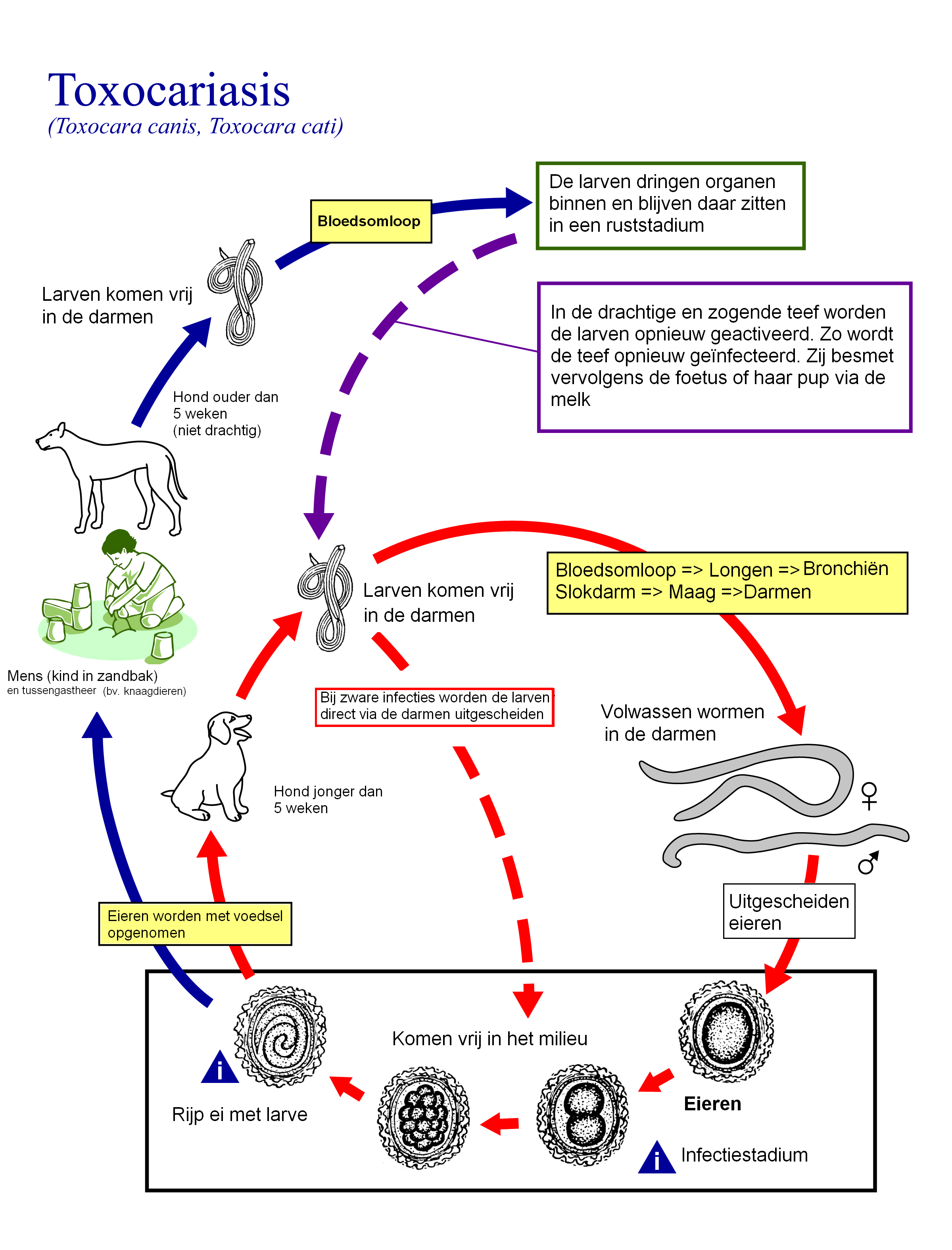
Levenscyclus van spoelwormen uit het geslacht Toxocara

De infectiecyclus verloopt als volgt: een besmet huisdier deponeert ontlasting op straat, of in een zandbak waar ook kinderen spelen. De ontlasting bevat eieren. Die ontwikkelen zich en worden na een zekere tijd (enige weken) infectieus. Ze blijven soms jaren levensvatbaar. Kinderen krijgen die besmettelijke eieren aan hun handen en slikken ze in. De larven komen uit, een halve millimeter lang, gaan door het lichaam zwerven.

## Behandeling
De parasiet is met gangbare antiwormmiddelen te behandelen, zoals mebendazol of thiabendazool

## Preventie
De eieren zijn overal op straat en in zandbakken te vinden. Uitroeien is niet mogelijk. Alle honden zijn met de worm besmet en ze lopen de infectie vaak al in de baarmoeder op. Geregeld de hond ontwormen is de enige optie. 
Voor kinderen: handen wassen na in de zandbak te hebben gespeeld, en huisdieren uit zandbakken houden! Onderzoeken in openbare zandbakken in Utrecht in 1993 toonden de parasiet in ongeveer de helft van de zandbakken aan.